# Stowarzyszenie Salon Literacki
Stowarzyszenie Salon Literacki – stowarzyszenie powstałe w 2010 roku, zajmujące się między innymi organizacją wydarzeń literackich oraz działalnością wydawniczą. Wydaje książki w Serii Wydawniczej Salonu Literackiego, koncentrując się głównie na debiutach poetyckich. Organizuje corocznie kilkudniowe warsztaty literackie Pomost w okolicach Miastka. Prowadzącymi warsztaty byli m.in. Miłosz Biedrzycki, Olgerd Dziechciarz, Wojciech Kass, Adam Wiedemann, Maciej Woźniak i Leszek Żuliński. Od 2012 roku organizuje cykliczne spotkania poetyckie w Warszawie (cykl: Praski Slalom Poetycki – wśród gości byli m.in.: Maria Broniewska, Michał Cichy, Tomasz Dalasiński, Izabela Fietkiewicz-Paszek, Piotr Gajda, Gil Gilling, Mariusz Grzebalski, Aneta Kolańczyk, Marek Konecki, Bartosz Konstrat, Urszula Kulbacka, Elżbieta Lipińska, Dawid Majer, Tomasz S. Mielcarek, Robert Miniak, Tadeusz Olszewski, Marcin Orliński, Przemysław Owczarek, Jakub Sajkowski, Karol Samsel, Aleksandra Słowik, Dariusz Suska, Mirka Szychowiak, Jarosław Trześniewski-Kwiecień, Radosław Wiśniewski, Grażyna Wojcieszko; cykl Skład Słów – wśród gości byli m.in.: Anna Frajlich, Radosław Jurczak) oraz w Gdańsku (cykl: Miasto portowe – do 2014, wśród gości byli m.in.: Piotr Cielesz, Artur Fryz, Magdalena Gałkowska, Karol Maliszewski, Maciej Melecki, Piotr Mitzner). Od 2014 jest organizatorem corocznego Festiwalu Fala Poprzeczna w Gdańsku, od 2016 Ogólnopolskiego Konkursu Poetyckiego „Wielki Iluminator”, a od 2019 Festiwalu im. Miśka z Męcińskiej. Stowarzyszenie wydaje Salon Literacki – Internetową Gazetę Kulturalną.

## Autorzy
Wśród autorów wydanych tomów poetyckich są m.in. Rafał Derda, Robert Kania, Dominika Kaszuba, Marcin Kleinszmidt, Urszula Kopeć-Zaborniak, Anna Luberda-Kowal, Paweł Łęczuk, Anna Mochalska, Paweł Podlipniak, Sławomir Płatek, Joanna Pucis, Teresa Radziewicz, Dorota Ryst, Andrzej Szaflicki, Izabela Wageman i Anita Katarzyna Wiśniewska (wśród autorów w wydanej w formie e-booka antologii są m.in.: Magdalena Gałkowska i Jakub Sajkowski). Co roku Stowarzyszenie wydaje również almanachy warsztatów literackich.

## Nagrody i nominacje dla wydanych książek
- 2019 – nominacja do Lubuskiego Wawrzynu Literackiego 2018 dla Pawła Łęczuka i Krzysztofa Micha za 44 odbicia Warszawy[4]
- 2015 – wyróżnienie w XI Ogólnopolskim Konkursie Literackim „Złoty Środek Poezji” na najlepszy poetycki debiut książkowy roku 2014 dla Rafała Derdy za tom Piąte[5]
- 2015 – wyróżnienie w XI Ogólnopolskim Konkursie Literackim „Złoty Środek Poezji” na najlepszy poetycki debiut książkowy roku 2014 dla Dominiki Kaszuby za tom domy pasywne[5]
- 2015 – nominacja w XI Ogólnopolskim Konkursie Literackim „Złoty Środek Poezji” na najlepszy poetycki debiut książkowy roku 2014 dla Roberta Kani za tom spot[5]
- 2015 – nominacja do Nagrody Literackiej Prezydenta Miasta Białegostoku im. Wiesława Kazaneckiego za najlepszą książkę 2014 roku dla Teresy Radziewicz za tom rzeczy pospolite[6]
- 2014 – nominacja w X Ogólnopolskim Konkursie Literackim „Złoty Środek Poezji” na najlepszy poetycki debiut książkowy roku 2013 dla Urszuli Kopeć-Zaborniak za tom Data ważności[7]
- 2012 – nominacja w VIII Ogólnopolskim Konkursie Literackim „Złoty Środek Poezji” na najlepszy poetycki debiut książkowy roku 2011 dla Pawła Łęczuka za tom Delta wsteczna[8]

## Festiwal Fala Poprzeczna
- II edycja (2015)

Goście: Malina Barcikowska, Jacek Bierut, Monika Błaszczak, Krzysztof Gajda, Rafał Gawin, Michał Kasprzak, Marcin Kleinszmidt, Agnieszka Kozłowska, Piotr Kurpiewski, Krystian Ławreniuk, Tomasz Mielcarek, Witold Murawski, Łukasz Podgórni, Janusz Radwański, Rafał Rutkowski, Andrzej Szaflicki, Anna Maria Wierzchucka, Przemysław Zawrotny.
- III edycja (2016)

Goście: Marek Krystian Emanuel Baczewski, Tomasz Dalasiński, Marina Dombrowska, Rafał Gawin, Hanna Janczak, Radosław Jurczak, Michał Kasprzak, Dominika Kaszuba, Marcin Kleinszmidt, Agnieszka Kozłowska, Anna Mochalska, Jolanta Nawrot, Kamil Osękowski, MIchał Pranke, Piotr Puldzian Płucienniczak, Robert Ryba Rybicki, Tadeusz Szmigiel, Grzegorz Tomicki, Jakub Węgrzyn, Anita Katarzyna Wiśniewska.
- IV edycja (2017)

Goście: Anna Adamowicz, Malina Barcikowska, Tomasz Bąk, Michał Czaja, Marina Dombrowska, Krzysztof Hoffmann, Marcin Kleinszmidt, Krzysztof Kleszcz, Mariusz Kraska, Damian Kowal, Anna Mochalska, Paweł Nowakowski, Piotr Puldzian Płucienniczak, Mandalena Rabizo-Birek, Joanna Sarbiewska, Rafał Skonieczny, Marcin Skrzypczak, Andrzej Sosnowski, Agnieszka Wolny-Hamkało.
- V edycja (2019)

Goście: Malwina Banach, Marina Dombrowska, Eugeniusz Tkaczyszyn-Dycki, Krzysztof Hoffmann, Marcin Jurzysta, Adam Kaczanowski, Marcin Kleinszmidt, Szczepan Kopyt, Maciej Melecki, Krzysztof Mich, Joanna Mueller-Liczner, Sławomir Płatek, Dorota Ryst, Rafał Skonieczny, Szymon Szwarc, Anita Katarzyna Wiśniewska.
- VI edycja (2022)

Goście: Kacper Bartczak, Natalia Belczenko, Marcin Czerkasow, Anna Dwojnych, Ewa Filipczuk, Marcin Jurzysta, Anna Luberda-Kowal, Sławomir Płatek, Agnieszka Tyczyńska, Zu Witkowska, Tomasz Wojtach

## Ogólnopolski Konkurs Poetycki „Wielki Iluminator”
- I edycja (2016)

Jury: Dorota Ryst (przewodnicząca), Tomasz Dalasiński, Sławomir Płatek, Grzegorz Tomicki.
Laureaci: I nagroda: Marcin Jurzysta, II nagroda: Hanna Janczak, III nagroda: Ewa Frączek, wyróżnienia: Maciej Filipek, Lidia Ryś, Klaudia Mazur.
- II edycja (2017)

Jury: Magdalena Rabizo-Birek, Dorota Ryst, Krzysztof Hoffmann, Sławomir Płatek
Laureaci: I nagroda: Maciej Filipek, II nagroda: Ewa Frączek, III nagroda: Małgorzata Szczecina, wyróżnienia: Agnieszka Marek, Patryk Kosenda, Marcin Jurzysta.

## Mazowiecki Festiwal Literacki MOST
X 2011 – goście: Michał Kobyliński, Dorota Ryst, Maciej Woźniak, Joanna Vorbrodt, turniej jednego wiersza: I nagroda – Robert Kania, II nagroda – Michał Czaja
XI 2011 – goście: Krzysztof Bąk, Darek Foks, Sławomir Płatek, Kamila Janiak i Kamil Strzyżewski, turniej jednego wiersza: I nagroda – Zbigniew Mysłowiecki, II nagroda: Mateusz Andała
XII 2011 – goście: Jacek Dehnel, Bartek Godusławski, Paweł Podlipniak, Joanna Pucis, Michalina Kaczmarkiewicz, turniej jednego wiersza: I nagroda: Kuba Przybyłowski, II nagroda: Mateusz Andała, III nagroda: Zbigniew Mysłowiecki
Wyniki Ogólnopolskiego Konkursu na Fraszkę Mazowiecką odbywającego się w ramach Festiwalu: (jury: Dorota Ryst, Sławomir Płatek, Paweł Łęczuk): I nagroda – Tadeusz Charmuszko i Artur Kozłowski, wyróżnienia: Czesław Markiewicz, Wacław Płonka, Piotr Rowicki i Wojciech Wojnar

## Festiwal im. Miśka z Męcińskiej
- I edycja (2018)

goście: Paweł Biedziak, Ernest Bryll, Cezary Polak, Andrzej Ignatowski, Tomasz Konatkowski, Krzysztof Spiechowicz, Muniek Staszczyk, Joanna Vorbrodt; jurorzy turnieju jednego wiersza: Ernest Bryll, Joanna Mueller, Leszek Żuliński (wyniki: I nagroda – Róża Leszczyńska, II nagroda – Anna Luberda-Kowal, III nagroda – Krzysztof Bąk); prowadzenie warsztatów poetyckich: Sławomir Płatek
- II edycja (2019)

goście: Jerzy Jachowicz, Paweł Łęczuk, Maria Maślińska, Krzysztof Mich, Anna Kalina Modrakis, Joanna Mueller, Tadeusz Nyczek, Cezary Polak, Juliusz Strachota, Piotr Szelest, Elżbieta Szymańska, Monika Tutak-Goll, Majka Żywicka-Luckner; jurorzy turnieju jednego wiersza: Tadeusz Nyczek, Joanna Mueller, Majka Żywicka-Luckner (wyniki: I nagroda – Joanna Kessler, II nagroda – Joanna Jagiełło, III nagroda – Elżbieta Zamysłowska); prowadzenie warsztatów poetyckich: Sławomir Płatek
- III edycja (2020)

goście: Piotr Jezierski, Aneta Kamińska, Agnieszka Karpowicz, Anna Kwiatkowska-Bleda, Anna Luberda-Kowal, Paweł Łęczuk, Krzysztof Mich, Adam Michejda, Grzegorz Micuła, Cezary Polak, Teresa Radziewicz, Paweł Sołtys; jurorki turnieju jednego wiersza: Agnieszka Karpowicz, Joanna Kessler i Teresa Radziewicz (wyniki: I nagroda – Aglaja Janczak, II nagroda: Marcin Kleinszmidt, III nagroda – Jacek Dudek i Tomasz Wojtach, wyróżnienia – Barbara Janas-Dudek, Marcin Miksza, Monika Mielczarek i Tomasz Sudnik); prowadzenie warsztatów poetyckich: Sławomir Płatek
- IV edycja (2021)

goście: Mariusz Czubaj, Janusz Dziano, Andrzej Ignatowski, Mariusz Jurzysta, Manula Kalicka, Krzysztof Mich, Andrzej Rodys, Karol Samsel, Przemysław Śmiech, Agnieszka Tyczyńska; jurorzy turnieju jednego wiersza: Rafał Gawin, Marcin Jurzysta, Małgorzata Skwarek-Gałęska (wyniki: I nagroda – Monika Milczarek, II nagroda – Mariusz Baryła i Mateusz Cioch, III nagroda – Marta Grudnik i Izabela Wageman, wyróżnienia – Joanna Chachuła, Joanna Jagiełło, Anna Luberda-Kowal i Magdalena Walusiak); prowadzenie warsztatów poetyckich: Sławomir Płatek
- V edycja (2022)

goście: Katarzyna Bareja, Magdalena Iwanek, Dorota Kotas, Krzysztof Mich, Katarzyna Olkowicz, Sławomir Płatek, Jadwiga Siwińska-Pacak, Jagoda Wierzejska, Tomasz Wojtach; jurorzy turnieju jednego wiersza: Sławomir Płatek, Monika Milczarek, Marcin Jurzysta (wyniki: I nagroda – Małgorzata Osowiecka, wyróżnienia: Klaudia Chudowolska, Zocha Kiliańska, Marcin Kleinszmidt, Dariusz Małek, Maria Radkowska, Marek Zieliński); prowadzenie warsztatów poetyckich: Sławomir Płatek